# Liard
Liard är ett franskt mynt ursprungligen slaget i Dauphiné.
De första mynten präglades 1467, då med en finvikt av 0,32 gram silver och ett värde av 3 deniers tournois vilket var lika med 1/4 sou. Efter 1649 gjordes alla liarder i koppar, vars värde från 1658 motsvarade 2 denier. Efter 1792 präglades inga liarder och de upphörde att gälla 1856.